# Eric Lange
Eric Lange (Hamilton, 19 de fevereiro de 1973) é um ator norte-americano. É conhecido pelo seu papel Stuart Radzinsky na série Lost da ABC, e também por interpretar o papel de Erwin Sikowitz, como professor de atuação teatral da Escola Hollywood Arts na série do canal de TV a cabo Nickelodeon, Victorious. Participou da temporada 3 de Once Upon a Time como pai de Mary Margareth, o Príncipe/Rei Leopold. Também é conhecido pelo papel que ele faz em Narcos, série da Netflix  aclamada pela crítica. 